# شيقاوات
الشيقاوات (الاسم العلمي:Muraeninae) هي أسرة من الأسماك تتبع فصيلة الشيقات من رتبة الأنقليسيات.

## الأجناس
- الشيق
- الشيق العاري
- شيق مميز الخطم
- أنقليس البط
- الأنقليس المختلف
- الأنقليس الحدقي
- الأنقليس الأحادي
- القينفوذ
- القينفوذ الزائف
- شيق عاري الصدر
- شيق منفتل الأسنان